# Kchiporros
Kchiporros es una banda originaria de Paraguay, nació en el 2006 en Asunción, en el mismo año lanzaron su primer EP, el cual los colocó rápidamente entre las más escuchadas a nivel nacional y en la región Sudamericana.
Actualmente cuentan con 7 discos de estudio, con los que van de gira por países como México, Argentina, Perú, Colombia, Bolivia, Brasil, España, EE. UU. y la más reciente Costa Rica. Los primeros 3 discos fueron producidos por Martin "Moska" Lorenzo y Mariano Francesccheli, ambos de Los Auténticos Decadentes. Y los últimos 2 fueron producidos por Matías "El Chávez" Méndez. Todos editados bajo el sello 4KCHO Records que fundaron en Paraguay en el año 2007.
A finales del 2014, la banda lanzó su quinto álbum de estudio titulado "Siente El Movimiento". Actualmente, la banda está enfocada en lo que sería su sexto álbum de estudio y en la gira "KCHX" por sus 10 años, para lo cual lanzaron el sencillo "Negrita", disponible en todas las plataformas digitales.

## Historia

### Comienzos
En el año 2006 Roberto Ruiz Díaz, Julio Troche y Fernando Peyrat se reunieron para formar una banda a la que denominaron Nde Kchiporros, para posteriormente grabar sus hoy conocidos éxitos y lanzar su primer EP, el cual ayudó a la banda a darse a conocer.
En el año 2007 Kchiporros crea su propio sello discográfico al cual llaman 4KCHO Records. Estrenan carrera discográfica con "Guaraní cool". Para ese entonces la banda ya empezaba a recorrer mucho de la tierra roja paraguaya, empiezan a surgir las invitaciones a festivales internacionales, comparten escenario con Los Auténticos Decadentes y arranca una relación de amistad con los productores Martin "La Moska" Lorenzo y Mariano Francesccelli (ambos integrantes de Los Decadentes) participan de invitados en el disco: Cucho Parisi y Martín Lorenzo.
En el 2008 lanzan su álbum homónimo "Kchiporros", producido por "La Moska" y Mariano, grabado en Buenos Aires en los estudios Panda. El mismo año Kchiporros logra el premio Grupo Revelación, representando al Paraguay en el festival Música de las Américas realizado en España. Participan de invitados al disco: Diego de Marcos LAD, Sebastián “Cebolla” Paradisi (Los Cafres) y “Bolsa” González (Pappo's Blues).
En el 2010 llega con más color y con nuevos sonidos su tercer álbum "Kchiporros 3D". En el mismo año aparece la conexión con México y se empiezan a editar los discos desde el chopo en el D.F a través de Pepe Lobo y su sello independiente PEPE LOBO Records.
El álbum fue grabado entre Paraguay y Argentina, le da un nuevo alcance a la banda que cierra un círculo con los productores de los 3 discos Mariano y Moska y refleja la madurez de la banda. En el disco participan de invitados: Goy Karamelo (ex Karamelo Santo), Joaquín Levinton (Ex Turf) y Mike Cardozo (ex La Secreta).
En el 2012 la banda lanza "Sr. Pombero", donde se afianzan los ritmos que venían construyendo. El álbum fue producido por Matías Chávez Méndez (Ex Árbol y Nuca, productor de NTVG, Gustavo Cordera, Fidel Nadal y Kapanga). Participaron como invitados especiales: Gustavo Cordera y Emiliano Brancciari (NTVG). De este álbum se desprenden los temas: "Sr. Pombero", "La Lamparita", "Cada Día". La mixtura de ska-bailanta-rock-pop-folklore, el sonido urbano, la conjunción latinoamericana, eso, sumado al destino los lleva a presentarse al mayor festival de música latina: Vive Latino 2013 realizado en México, dónde comparten escena con Los Auténticos Decadentes, Blur, Yeah Yeah Yeahs, Underworld y Los Fabulosos Cadillacs. Este cuarto álbum también pasa a recorrer escenarios de Colombia, Perú, Uruguay.
En los últimos años Kchiporros recorrió países como España, Estados Unidos, Bolivia, Perú, Argentina, Uruguay, Colombia, Brasil y México, destacándose este último por las siete veces que fueron y la participación en festivales importantes como el Vive Latino, Música para los dioses, Red Lion Fest, entre otros.
El 23 de septiembre de 2014 se anunció que el grupo es nominado en la categoría Mejor Artista o Grupo de Paraguay en los Premios 40 América 2014 a realizarse el 13 de noviembre en Buenos Aires, Argentina.
El quinto álbum de estudio llega en el 2014 y se denomina "Siente El Movimiento", del cual se desprenden éxitos como "Los Ojos Rojos", "El Metal", "Ana Lucía" y "El Sistema Solar", este álbum posiciona a la banda en la punta de las agrupaciones más populares en Paraguay e impulsa a la Gira multinacional "Los Ojos Rojos Tour" en el año 2015, llegando convocar multitudes en diferentes ciudades nacionales e internacionales como: Ciudad de México, Monterrey, Guadalajara y Tijuana.

## Integrantes
- Roberto Ruiz Díaz - Voz
- Julio Troche - Guitarra y voces
- Fernando Peyrat - Batería
- Rodrigo Ojeda - Guitarra y voces
- Edgar Aquino - Bajo
- Diego Mieres - Teclado

## Discografía
- 2007: Guaraní Cool
- 2008: Kchiporros
- 2010: Kchiporros 3D
- 2012: Sr. Pombero
- 2014: Siente el Movimiento
- 2018: El Equilibrio (EP)
- 2020: Parte de crecer
- 2021: Hasta Arriba
- 2025: Todo el mundo está Kaliente!

## Premios y nominaciones
| Año  | Premiación                           | Categoría                         | Resultado |
| ---- | ------------------------------------ | --------------------------------- | --------- |
| 2014 | Premios 40 América Buenos Aires 2014 | Mejor Artista o Grupo de Paraguay | Nominado  |